# (8894) 1995 PV
(8894) 1995 PV est un astéroïde de la ceinture principale découvert en 1995.

## Description
(8894) 1995 PV a été découvert le 2 août 1995 à l'observatoire de Nachikatsuura au Japon par Yoshisada Shimizu et Takeshi Urata.

### Caractéristiques orbitales
L'orbite de cet astéroïde est caractérisée par un demi-grand axe de 2,28 UA, un périhélie de 1,89 UA, une excentricité de 0,17 et une inclinaison de 7,82° par rapport à l'écliptique. Du fait de ces caractéristiques, à savoir un demi-grand axe compris entre 2 et 3,2 UA et un périhélie supérieur à 1,666 UA, il est classé, selon la JPL Small-Body Database, comme objet de la ceinture principale.

### Caractéristiques physiques
(8894) 1995 PV a une magnitude absolue (H) de 14,0 et un albédo estimé à 0,360.